# Pompeyo Audivert (dramaturgo)
Pompeyo Audivert (Buenos Aires, 10 de agosto de 1959) es un actor, director teatral, dramaturgo y docente argentino. De destacada trayectoria en teatro y televisión, también dirige desde 1990 el Teatro Estudio El Cuervo, donde dicta clases de actuación.

## Biografía
Como actor se destacó en muchas obras, entre ellas: Postales argentinas y Hamlet o la guerra de los teatros, en ambos casos con dirección de Ricardo Bartis; en Esperando a Godot, de Samuel Beckett, con dirección de Leonor Manso; La hija del aire, de Calderón de la Barca, y El rey Lear, de Shakespeare, ambas con dirección de Jorge Lavelli; en Final de partida, también de Samuel Beckett, compartiendo dirección junto a Lorenzo Quinteros; en Heldenplatz, de Thomas Bernhard, con dirección de Emilio García Wehbi; y en Marathon, de Ricardo Monti, con dirección de Villanueva Cosse.
Entre las obras que realizó como dramaturgo y director se destacan: Museo Ezeiza 20 de junio de 1973, instalación teatral y Edipo en Ezeiza. También, Muñeca (versión libre de la obra de Armando Discépolo), Trastorno (adaptación de El pasado, de Florencio Sánchez) y La farsa de los ausentes (adaptación de El desierto entra a la ciudad, de Roberto Arlt).
A mediados de los años 90 tuvo destacadas participaciones como actor secundario en la televisión argentina: apareció como invitado en la primera emisión del clásico programa humorístico Cha Cha Cha en 1993, y tuvo un rol prominente en la exitosa miniserie Por el nombre de dios (1999) como Lisandro, personaje que elevó su conocimiento y popularidad general  ante el gran público.
Dirigió La Señora Macbeth, de Griselda Gambaro, Medea, de Eurípides, y Antígona Vélez, de Leopoldo Marechal, y actuó y codirigió junto a Rodrigo de la Serna y Andrés Mangone El farmer, de Andrés Rivera. Recibió el Premio Konex en 2021 por su labor como director de teatro.
Recientemente ha publicado el libro El piedrazo en el espejo, teatro de la fuerza ausente por la editorial Libretto, donde hace un recorrido por su técnica de formación teatral y sobre obras de su autoría.
En abril de 2024 fue distinguido por el Concejo Municipal de la ciudad de Rosario como «Visitante Ilustre» de la misma, en reconocimiento a "su vasta trayectoria y por sus valiosos aportes al mundo de la cultura nacional".
En la actualidad, como actor y director, presenta en el Centro Cultural de la Cooperación Habitación Macbeth, versión para un actor de su autoría (también conocida simplemente como Habitación Macbeth), basada en la clásica obra Macbeth, de William Shakespeare.

## Trabajos realizados en teatro como actor
- Como gustéis, de William Shakespeare, con dirección de Máximo Salas
- Muerte Rea, de Antonio Botta, con dirección de Pompeyo Audivert
- Telarañas, de Eduardo Pavlovsky, con dirección de Ricardo Bartis
- Recuerdos son recuerdos, con dirección y autoría de Pompeyo Audivet; en teatro Parakultural
- Postales argentinas, de Pompeyo Audivert y Ricardo Bartis, con dirección de Ricardo Bartis
- Hamlet (o La guerra de los teatros), de William Shakespeare, con dirección de Ricardo Bartis
- Esperando a Godot, de Samuel Beckett, con dirección de Leonor Manso
- Recuerdos son recuerdos, por Soledad Villamil, Rita Cortese y Pompeyo Audivert; en teatro La Trastienda
- Guitarra negra, de Alfredo Zitarrosa, con dirección de Naldo Labrín; teatro La Trastienda
- La fuerza de la costumbre, de Thomas Bernhard, con dirección de Pompeyo Audivert, Andrés Mangone y Marcelo Chaparro; en teatro Calibán
- La hija del aire, de Calderón de la Barca, con dirección de Jorge Lavelli; teatro San Martín
- El rey Lear, de William Shakespeare, con dirección de Jorge Lavelli; teatro San Martín
- Final de partida, de Samuel Beckett; Centro Cultural de la Cooperación
- Heldenplatz, de Thomas Bernhard, con dirección de Emilio García Wehbi; en teatro San Martín
- Marathon, de Ricardo Monti, con dirección de Villanueva Cosse; en teatro Nacional Cervantes
- El aire del río, de Carlos Gorostiza, con dirección de Manuel Ievadni; teatro General San Martín
- Extraños en un tren, con dirección de Manuel González Gil; en teatro Picadilli
- Bajo un manto de estrellas, de Manuel Puig; en teatro La Comedia.
- El Crítico, de Juan Mayorga; en teatro San Martín
- Muñeca, versión sobre la original de Armando Discépolo, con dirección de Pompeyo Audivert y Andrés Mangone; en Centro Cultural de la Cooperación.
- Historia de un soldado, de Ígor Stravinsky, con dirección de Santiago Santero y Martín Bauer; en teatro Colón y en Caminito
- El farmer, de Andrés Rivera, dirigida por Pompeyo Audivert, Andrés Mangone y Rodrigo De La Serna; en teatro San Martín y en el Teatro Apolo.
- Trastorno, versión libre de El pasado, de Florencio Sánchez, con dirección de Pompeyo Audivert y Andrés Mangone; en Centro Cultural de la Cooperación
- Habitación Macbeth, versión para un actor de Pompeyo Audivert sobre Macbeth, de William Shakespeare, con actuación y dirección de Pompeyo Audivert; en Centro Cultural de la Cooperación.Habitación Macbeth, versión para un actor de Pompeyo Audivert

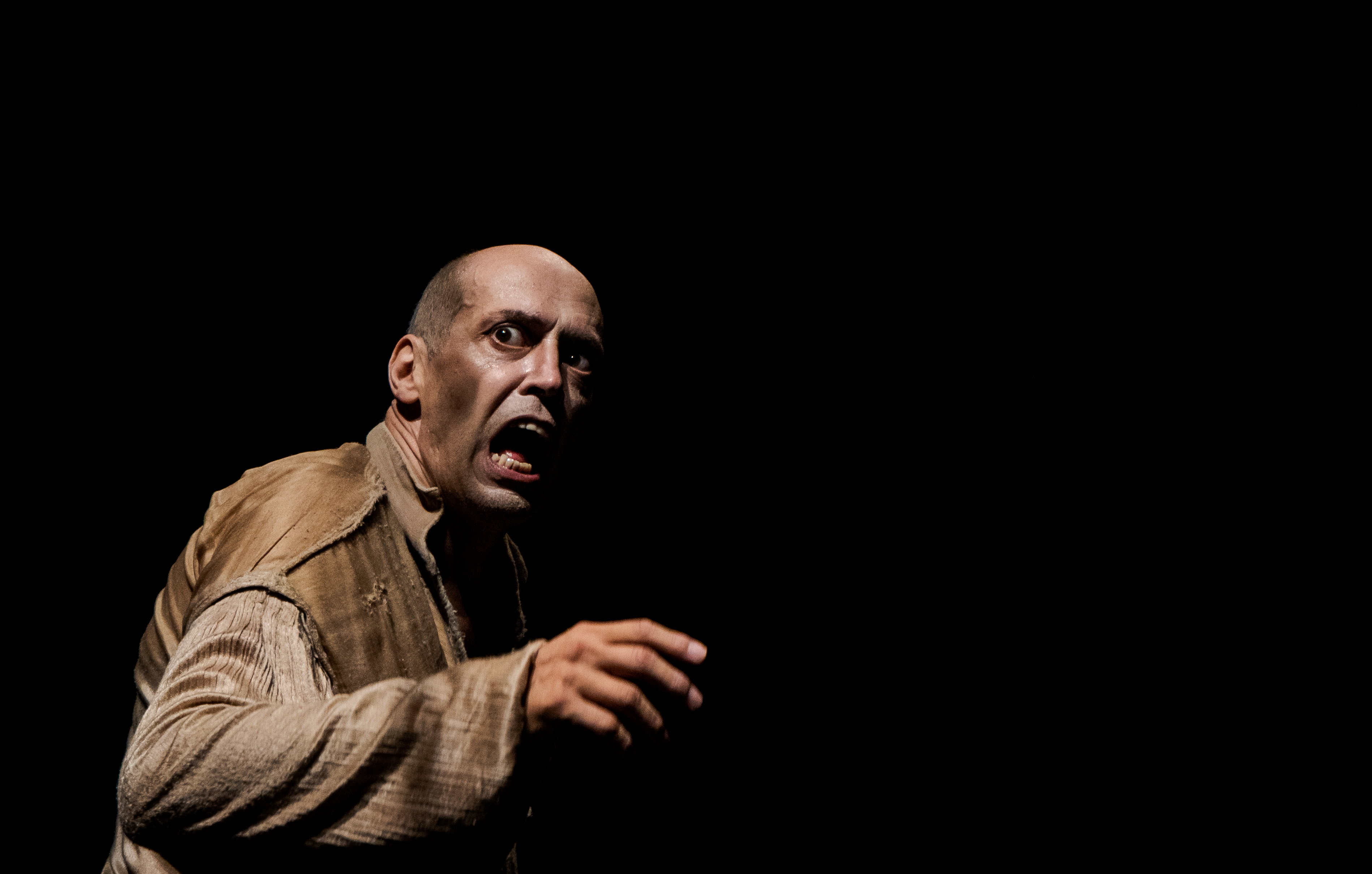
Habitación Macbeth, versión para un actor de Pompeyo Audivert

## Trabajos realizados en teatro como director

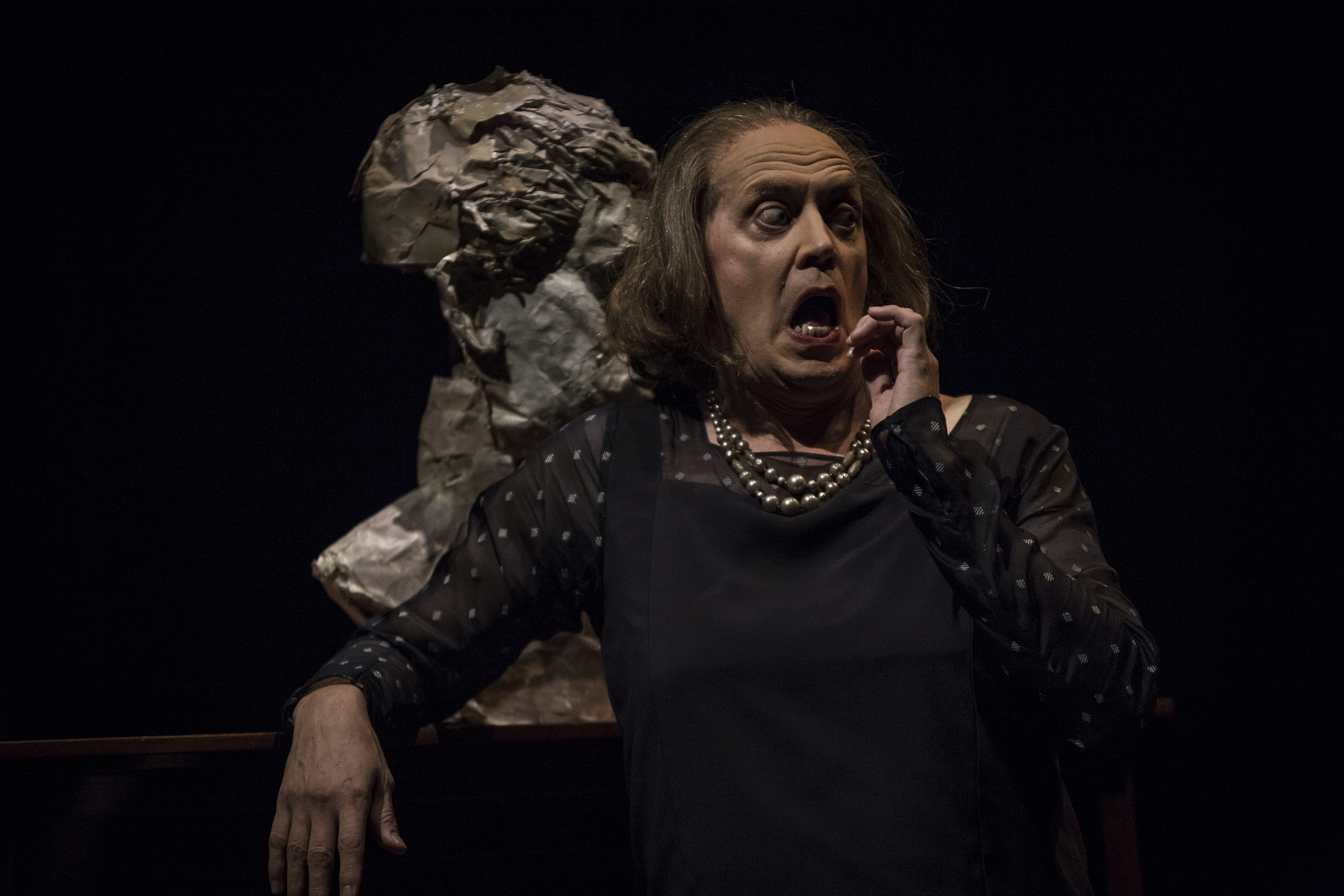
Trastorno, versión libre de El Pasado, de Florencio Sánchez

- “Pater Dixit” de Thomas Berhard en el Parakultural y el Teatro IFT
- “Muestra Marcos” de Thomas Bernhard, en la Fundación Banco Patricios
- “Buenos Aires 2003” de P. Audivert, en Babilonia
- “Museo Soporte” de P. Audivert, en el Centro Cultural Ricardo Rojas
- “El Pasado” de Florencio Sánchez, en el Teatro Margarita Xirgu
- “Hamlet (lo mismo y lo otro)” de W. Shakespeare, en el Callejón de los Deseos
- “El Ciclo” varieté, en Del Otro Lado
- “Carne Patria”  de P. Audivert, en el Teatro El Cuervo junto con A. Mangone.
- “Fin de Partida” en CC. De la Cooperación
- “El Tiempo” de P. Audivert,  en el Teatro IFT junto con Andrés Mangone
- “LOMORTO” de P. Audivert, en el teatro El Cuervo junto con Andrés Mangone
- “Unidad Básica” de P. Audivert, El Cuervo junto con Andrés Mangone
- “Los poseídos entre lilas” de Alejandra Pizarnik, en el teatro El Anfitrión
- “La Señora Macbeth” de Griselda Gambaro, en el Centro Cultural de la Cooperación y en el Teatro Nacional Cervantes
- “Puente Roto” de P. Audivert, en la sala El Cuervo
- “Recuerdos son Recuerdos” de S. Villamil, R. Cortese y P. Audivert, en teatro La Trastienda
- “Armando Lo Discépolo” de P. Audivert, Teatro del Pueblo
- “Fin de Partida” de Samuel Beket, en el Centro Cultural de la Cooperación
- “Medea” de Euripides, en el Teatro General San Martín
- “Museo Ezeiza 73” en el C.C. Paco Urondo, y en el C.C. Haroldo Conti
- “Antígona Vélez” de Leopoldo Marechal, Teatro Nacional Cervantes
- “El Último Verso” y “El vuelo del Cóndor” de Patricia Zangaro, Teatro Nacional Cervantes
- “El León en Invierno” de S. Goldman, Teatro Regina
- “Peperino Pomoro Superstar” De Fabio Alberti.
- “Edipo en Ezeiza” en Camarín de las Musas
- “Unidad Básica” en Camarín de las Musas
- “Varieté del Cuervo” en el teatro El Cuervo
- “Muñeca” en C. C. de la Cooperación
- “El Farmer” en Teatro Gral. San Martín
- “La Farsa de los ausentes” en Teatro Gral. San Martín
- “Tabicados” en el Teatro El Cuervo
- “Operación Nocturna” en el Camarín de las Musas
- “Trastorno” versión libre de “El Pasado” de Florencio Sánchez; dirección Pompeyo Audivert, A. Mangone; CC de la Cooperación.
- “Habitación Macbeth” versión para un actor de Pompeyo Audivert sobre Macbeth de W. Shakespeare; Actuación y dirección Pompeyo Audivert. CC de la Cooperación.

## Filmografía
- Granizo (2022) como Alfonso.
- El almuerzo (2015), como Leonardo Castellani
- Gato negro (2014), como Coronel Silva
- Amor a mares (2012), como Matesutti
- Domingo de Ramos (2012), como Jardinero
- Topos (2011), como Preceptor
- Juan y Eva (2011), como Edelmiro Farrell
- La mirada de Clara (2007), como Leopoldo Torre Nilsson
- Solos (2006), como Horacio
- La guerra de los gimnasios (cortometraje, 2004)
- La puta y la ballena (2003)
- Tres veranos (1999), como El Bebe
- Cien años de perdón (1999)
- Fuego gris (1993)
- Las tumbas (1991)
- Los espíritus patrióticos (1989)

## Televisión
- Prócer (2023), como Juan Manuel de Rosas
- Entre hombres (2019)
- Los siete locos y los lanzallamas (2015)
- Amores de historia (2012), episodio: "Clelia y Jerónimo"
- Recordando el show de Alejandro Molina (2011), como Juan José Campanella
- Epitafios (2009)
- Vidas robadas (2008)
- Socias (2008)
- Variaciones (2008)
- Culpable de este amor (2004), como Adrián Salazar
- Son amores (2003), como Arthur Porcelli
- Tiempo final (2001), episodio: "Broma pesada"
- Primicias (2000), como Topo
- Los buscas de siempre (2000)
- Por el nombre de dios (1999), como Lisandro
- Cha Cha Cha (1997), invitado especial en el primer episodio
- Nueve lunas (1995)
- Gerente de familia (1993)
- Zona de riesgo (1992)